# Henryk Spaltenstein
Henryk Lucjan Spaltenstein (ur. 13 grudnia 1896 we Lwowie, zm. 1973) – podpułkownik artylerii Wojska Polskiego. W 1960 awansowany na pułkownika przez władze emigracyjne.

## Życiorys
Urodził się 13 grudnia 1896 we Lwowie. W 1913 ukończył IV klasę w Filii C. K. Gimnazjum w Stryju. Po odzyskaniu przez Polskę niepodległości został przyjęty do Wojska Polskiego. Został awansowany do stopnia porucznika piechoty ze starszeństwem z dniem 1 czerwca 1919. W 1923, 1924 był oficerem 80 pułku piechoty (garnizon Słonim), w tym w 1923 jako nadetatowy był przydzielony do Oddziału I Sztabu w Dowództwie Okręgu Korpusu Nr III w Grodnie. Został przeniesiony do korpusu oficerów artylerii i zweryfikowany w stopniu porucznika artylerii ze starszeństwem z dniem 1 czerwca 1919. W 1928 był oficerem 29 pułku artylerii polowej w Grodnie. 27 stycznia 1930 awansował na kapitana ze starszeństwem z dniem 1 stycznia 1930 i 3. lokatą w korpusie oficerów artylerii. W 1932 był oficerem 5 Dywizji Piechoty we Lwowie. W 1939, w stopniu majora, pełnił służbę w 19 pułku artylerii lekkiej w Nowej Wilejce na stanowisku dowódcy IV dywizjonu. Na tym stanowisku walczył w kampanii wrześniowej.
Po przedostaniu się do Francji został oficerem Wojska Polskiego we Francji. W 1940 pełnił funkcję dowódcy III dywizjonu 1 Wileńskiego pułku artylerii lekkiej. Później został oficerem Polskich Sił Zbrojnych.
Po wojnie pozostał na emigracji. W 1960 został awansowany do stopnia pułkownika artylerii. Był członkiem Rady Rzeczypospolitej Polskiej III kadencji (od 9 września 1963 do 20 lipca 1968, z ramienia Związku Ziem Wschodnich), IV kadencji (od 8 października 1969 do 7 listopada 1970, z ramienia Związku Socjalistów Polskich). Zmarł w 1973.

## Publikacje
- Zarys historji wojennej 29-go Litewsko-Białoruskiego Pułku Artylerji Polowej (1930, wyd. Wojskowe Biuro Historyczne, seria: Zarys historii wojennej pułków polskich 1918–1920)

## Ordery i odznaczenia
- Krzyż Srebrny Orderu Virtuti Militari (za wojnę 1939–1945)[17] nr 12299[18]
- Krzyż Oficerski Orderu Odrodzenia Polski (3 maja 1966)[19]
- Krzyż Walecznych
- Złoty Krzyż Zasługi (25 maja 1939)[20]
- Krzyż Zasługi Wojsk Litwy Środkowej